# Ершов, Анатолий Григорьевич
Анатолий Григорьевич Ершов (20 июня 1897, с. Толкачевка, Курская губерния — 11 января 1938) — украинский советский историк, краевед, один из представителей Нежинской исторической школы 1-й трети XX века.

## Биография
Сын священника. Учился в духовных семинариях Белгорода и Курска. В 1917 А. Ершов поступил в Нежинский историко-филологический институт.
В 1922 окончил историческое отделение института (теперь Нежинский государственный университет имени Николая Гоголя). В 1922—1925 — аспирант, в 1925—1930 — научный сотрудник Нежинской научно-исследовательской кафедры истории культуры и языка по секции украинской и русской истории, где работал под руководством Г. Максимовича и Н. Бережкова.
В 1925 защитил кандидатскую диссертацию на тему: «История ремесленных цехов на Левобережной Украине в XVII—XVIII вв.».
Один из основателей Нежинского научного общества краеведения (1925), зам. председателя (1925) и председатель (1927).
С сентября 1926 — преподаватель истории классовой борьбы на рабфаке в Нежине.
В 1927—1930 сотрудничал с научно-историческими комиссиями Всеукраинской академии наук (ВУАН), в частности, с комиссией Левобережной и Слободской Украины при ВУАН, участвовал в археографических экспедициях в Москву (1927—1928), где помогал М. Грушевскому собирать материалы для «Истории Украины — Руси (Історія України-Руси)».
В феврале 1931 был арестован по обвинению в причастности к т. н. «украинской повстанческой контрреволюционной организации», освобожден через полгода из-за недостатка доказательств.
В 1931 после закрытия Нежинской научно-исследовательской кафедры А. Ершов переехал в Харьков. С осени 1931 — научный сотрудник Харьковского научно-исследовательского института истории украинской культуры имени академика Д. Багалия, в 1935—1937 — заведующий отделом феодализма Харьковского исторического музея (с перерывом).
27 октября 1937 в Харькове вновь арестован.
Расстрелян. Реабилитирован посмертно в 1958.

## Научная деятельность
Научное наследие А. Ершова — заметное явление украинской историографии 1920-х годов. Ему принадлежит ряд работ по истории цехового строя и финансов дореволюционной Украины («К истории цехов на Левобережье XVII—XVIII вв.», «Нежинские цеха в первой половине XVII в.», «К истории денежного счета и монеты XVII—XVIII вв.», «Материалы к истории цен на Левобережной Украине XVIII ст.»), а также многочисленные историографические исследования о А. Шафонском, С. Лукомском, А. Ригельмане, В. Рубане, анонимной «Истории Русов или Малой России».

## Избранная библиография
- Матеріали до історії цін в лівобережній Україні 18 ст. (1924)
- До відомостей «Черниговского наместничества топографического описания» О.Шафонського (1928)
- До питання про час написання «Истории русов», а почасти й про автора її (1928)
- До історії грошової лічби і монети на лівобережній Україні в 17 ст. (1929)